# 가반-올린 메달
프랜시스 P. 가반-올린 메달 (Francis P. Garvan–John M. Olin medal)은 여성 화학자의 탁월한 과학적 성취, 리더십 및 화학에 대한 봉사를 인정하는 연례 상이다. 이 상은 미국화학회 (ACS)가 수여하는 상으로 상금(미화 5,000달러)과 메달로 구성된다. 메달은 마가렛 크리스찬 그리고리가 디자인했다.

## 배경
모든 개인은 1년에 한 명의 적격 화학자를 지명할 수 있는데 후보자는 미국 여성 시민이어야 한다.
이 상은 1936년 프랜시스 가반과 메이블 브래디 가반이 그들의 딸을 기리기 위해 제정했다. 처음에는 그들의 딸을 기리기 위한 에세이 경진대회인 미국 화학 학회의 에세이 수상대회로 7년 동안 진행되었다. 1936년 설립 때부터 1979년까지는 프랜시스 P. 가반 메달 출연기금(Francis P. Garvan Medal Endowment)에서 단독으로 자금을 지원했다. W. R. Grace & Co.는 1979년부터 1983년까지 이 상을 공동 후원했으며 1984년에는 올린 회사(Olin Corporation)가 공동 후원을 맡았다. 메이블 브래디 가반은 1967년까지 이 상과 계속 관계를 유지했다.
가반-올린 상은 미국화학회에서 세 번째로 오래된 상이며 최초로 여성 화학자를 기리기 위해 제정된 상이다.

## 수상자
- 1940 메리 잉글 페닝턴
- 1942 플로렌스 B. 세이버트
- 1946 아이시 메이시 후블러
- 1947 메리 루라 셰릴
- 1948 거티 코리
- 1949 아그네스 페이 모건
- 1950 폴린 비어리 맥
- 1951 캐서린 B. 블로젯
- 1952 글래디스 A. 에머슨
- 1953 레오노라 N. 빌거
- 1954 베티 설리반
- 1955 그레이스 메데스
- 1956 앨런 R. 진스
- 1957 루시 W. 피켓
- 1958 아르다 A. 그린
- 1959 도로시 버지니아 나이팅게일
- 1960 메리 L. 콜드웰
- 1961 사라 래트너
- 1962 헬렌 M. 다이어
- 1963 밀드레드 콘
- 1964 비르기트 베네슬란트
- 1965 거트루드 펄만
- 1966 메리 L. 피터먼
- 1967 마조리 J. 볼드
- 1968 거트루드 B. 엘리언
- 1969 소피아 시몬즈
- 1970 루스 R. 베네리토
- 1971 메리 피저
- 1972 진 M. 슈리브
- 1973 메리 L. 굿
- 1974 조이스 J. 카우프만
- 1975 마조리 C. 카세리오
- 1976 이사벨라 L. 칼
- 1977 마조리 G. 호닝
- 1978 마들렌 M. 줄리에
- 1979 제니 P. 글루스커
- 1980 헬렌 M. 프리
- 1981 엘리자베스 K. 와이즈버거
- 1982 사라 제인 로즈
- 1983 이네스 만들
- 1984 마사 L. 루드비히
- 1985 캐서린 클라크 펜셀로
- 1986 지네트 G. 그라셀리
- 1987 제닛 G. 오스터영
- 1988 메리 앤 폭스
- 1989 캐슬린 C. 테일러
- 1990 달린 C. 호프만
- 1991 신시아 엠 프렌드
- 1992 재클린 K. 바튼
- 1993 에디스 M. 플라니겐
- 1994 바바라 J. 개리슨
- 1995 안젤리카 스테이시
- 1996 제랄딘 L. 리치몬드
- 1997 카렌 W. 모스
- 1998 조안나 S. 파울러
- 1999 신시아 A. 마리야노프
- 2000 에프. 앤 워커
- 2001 수잔 S. 테일러
- 2002 마리온 C. 투르나우어
- 2003 마사 그린블라트
- 2004 산드라 C. 그리어
- 2005 프랜시스 H. 아놀드
- 2006 릴라 M. 기에라쉬
- 2007 로라 L. 키슬링
- 2008 엘리자베스 C. 테일
- 2009 캐슬린 A. 파커
- 2010 주디스 조던
- 2011 셰리 J. 예넬로
- 2012 수 B. 클라크
- 2013 수잔 M. 카우즐라리치
- 2014 마샤 I. 레스터
- 2015 안젤라 K. 윌슨
- 2016 애니 B. 커스팅
- 2017 바바라 J. 핀레이슨-피츠
- 2018 발레리 제이 쿡
- 2019 리사 맥엘위-화이트
- 2020 캐롤라인 칙 자롤드
- 2021 캐롤 제이 번즈
- 2022 앤 맥코이

## 같이 보기
- 화학상 목록
- 여성을 위한 과학 기술상 목록